# Fabricio Díaz
Fabricio Díaz Badaracco (ur. 3 lutego 2003 w La Paz) – urugwajski piłkarz występujący na pozycji defensywnego lub środkowego pomocnika, od 2023 roku zawodnik katarskiego Al-Gharafa.